# The Mars Volta
The Mars Volta (TMV eller bara Mars Volta) är ett amerikanskt progressivt rockband från El Paso, Texas. Bandet bildades 2001 av gitarristen Omar Rodríguez-López och sångaren Cedric Bixler-Zavala efter att deras tidigare band At the Drive-In splittrades. Bandet spelar progressiv och experimentell rock med influenser av bland annat punk, fusionsjazz, funk och latinamerikansk musik. De har gjort sig kända för sina energiska konserter med inslag av improvisation, sina kryptiska låttexter, inslag av elektroniska ljudeffekter och ambientmusik och sina konceptbaserade studioalbum. 2009 vann bandet en Grammy i kategorin "Best Hard Rock Performance" för låten "Wax Simulacra." De blev kallade rockmusikens "Bästa Prog rock band" 2008 av musiktidningen Rolling Stone.
Bandet splittrades 2013 efter ett kortare uppehåll. Rodríguez-López och Bixler-Zavala fortsattde dock spela tillsammans i andra band och projekt, och uttryckte planer på att återförena The Mars Volta i framtiden.
I juni 2022 meddelade bandet att de återförenats via en konstinstallation i Los Angeles och släppte en ny singel med titeln "Blacklight Shine".

## Biografi

### Bildandet av The Mars Volta
The Mars Voltas låtskrivare Cedric Bixler-Zavala och Omar Rodríguez-López kommer ursprungligen från hardcorebandet At the Drive-In. De bildade 1995 ett till band där, förutom Bixler-Zavala och Rodiguez-Lopez, Isaiah Owens, och Jeremy Michael Ward också var medlemmar. Det nya bandet kallade sig De Facto. 
De Facto var starkt influerat av dub, reggae och salsa, och släppte totalt tre album (se De Factos diskografi). 
På grund av de kreativa skillnaderna i bandet splittrades At the Drive-In 2001 och medlemmarna i De Facto bildade då tillsammans med basgitarristen Eva Gardner The Mars Volta. Under 2001 spelade bandet in två låtar med trumslagaren Blake Fleming och At the Drive-In-producenten Alex Newport, det blev deras första demo. Inför deras första liveshow på Chain Reaction i Anaheim, Kalifornien så spelade Rodríguez-López, Bixler-Zavala, Owens, Gardner, Ward, och den nya trumslagaren Jon Theodore in tre låtar till med Alex Newport, som senare blev EP:n Tremulant, som släpptes som specialutgåva 2002. 
Sedan splittringen av At the Drive-In fick Rodríguez-López och Bixler-Zavala finna sig i att starta från början med att spela på små ställen och som förband till större grupper. I sina tidiga år definierades The Mars Volta av sina kaotiska liveuppträdanden och sitt drogmissbruk.

#### Om bandnamnet
Cedric Bixler-Zavala har sagt i en intervju: 
| ” | "Volta" är hämtat från en Federico Fellini bok om hans filmer, vad han beskriver som ett byte av scen, eller en vändning, en ny scen för honom kallas Volta. Angående "Mars", så är vi bara fascinerade av science fiction... Dess innebörd är alltid upp till lyssnaren... Om det ser bra ut papperet så är det som en målning för oss, så det ser bra ut vilket innebär att andra människor i allmänhet har en bättre tolkning än vad vi någonsin skulle kunna ha. | „ |

Att namnet är i bestämd form med hjälp av "The" är för att skilja bandet från det Europeiska technobandet "Mars Volta" som dock inte längre finns kvar.

### De-Loused in the Comatorium (2003)
De-Loused in the Comatorium blev The Mars Voltas första studioalbum och producerades av Rick Rubin och Omar Rodríguez-López. Till skillnad från Tremulant som inte hade något speciellt tema, så var De-Loused In the Comatorium ett konceptalbum om en figur kallad Cerpin Taxt som hamnar i koma efter en drogöverdos där han drömmer att han kämpar mot sin onda sida. Senare menade The Mars Volta att albumet handlade om Bixler-Zavalas vän musikern Julio Venegas. Denne hade legat i koma flera år och efter att vaknat upp begått självmord genom att hoppa från en viadukt över en motorväg mitt under rusningstid. At the Drive-In-låten "Ebroglio" från deras album Acrobatic Tenement handlar också om Venegas. 
Vid inspelningarna av albumet hade inte The Mars Volta någon basgitarrist, som gästmusiker hade de därför Michael "Flea" Balzary (från Red Hot Chili Peppers) med Justin Meldal-Johnsen på kontrabas på "Televators". John Frusciante, också han från Red Hot Chili Peppers, spelade gitarr, synthesizer och sjöng i bakgrunden på "Cicatriz ESP".
De-Loused In The Comatorium fick ett mycket bra mottagande, och var med på flera årsbästa-listor. Albumet är fortfarande The Mars Voltas största kommersiella succé med över 500 000 sålda exemplar. Bandet släppte senare en novell baserat på albumet, som kunde laddas ner från Gold Standard Laboratories webbplats. Boken berättar om Cerpin Taxt (Julio Venegas) och hans upplevelser i koman, samt hans självmord. 
Efter en turné som förband till Red Hot Chili Peppers avled Jeremy Michael Ward av en överdos. Bandet stoppade turnéns andra del, och den första singeln från De-Loused tillägnades senare Ward. Det var denna händelse som övertygade Rodríguez-López och Bixler-Zavala att sluta med tunga droger.
De Loused in the Comatorium har influenser av flera genrer, bland annat art-house, punk, progressiv rock, neo-psykedelia och post-hardcore.

### Frances the Mute (2005)
Under De-Loused-turnén började Juan Alderete, tidigare i Racer X och Distortion Felix, att spela basgitarr och Marcel Rodriguez-Lopez (Omars bror) spela slagverk i bandet. Mars Volta började 2004 arbeta på sitt andra album. Det året fick bandet också American Society of Composers, Authors, and Publishers Vanguard Award.
2005 släppte bandet Frances the Mute. Ett konceptalbum inspirerat av en dagbok som den avlidne Jeremy Ward hade hittat i en bil. Dagboken var skriven av en person som sökte efter sina biologiska föräldrar. Ward menade att huvudfiguren i boken hade det mesta gemensamt med honom själv. Varje låt på albumet baserades på karaktärer från dagboken. 
Frances the Mute sålde i början mer än vad De-Loused In The Comatorium hade gjort, med 123 000 sålda skivor på bara en vecka. Den låg #4 på Billboard album charts. Kritiken för Frances var generellt positiv. Rolling Stone jämförde The Mars Volta med Led Zeppelin medan Pitchfork Media var starkt negativa. Men även de kritiska till Frances the Mute förnekade inte bandets musikaliska kompetens. "L'Via L'Viaquez" släpptes senare som singel, som en mer radiovänlig version 5-minuter istället för 12. Frances the Mute har sålt nästan 465 000 exemplar i USA, enligt Nielsen SoundScan ratings.
Rodríguez-López skrev alla instrumentella delar samt arrangerade och producerade. Han använde samma metod som Miles Davis för att dra fram det bästa ur bandmedlemmarna: genom att låta musikerna spela till en metronom, och därför inte få höra varandras delar. Rodríguez-López rekryterade också Adrián Terrazas-González för att spela saxofon, flöjt, och andra blåsinstrument till albumet. Terrazas-González blev permanent medlem i The Mars Volta under den följande turnén. Precis som på det föregående albumet var "Flea" med och spelade men den här gången inte på basgitarr utan på trumpet. 
Flera låtar kom aldrig med på albumet. Till exempel den 14 minuter långa låten "Frances The Mute" som egentligen skulle vara först ut på skivan. Låten var istället med på b-sidan på singeln "The Widow". 

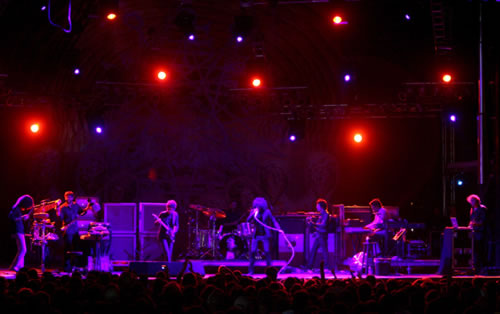
The Mars Volta på scen under Vegoose Festivalen.

Halvvägs genom sin USA-turné, så lämnade At the Drive-In-medlemmen Paul Hinojos sitt dåvarande band Sparta, för att gå med i The Mars Volta. Hinojos började som rytmgitarrist och blev senare också bandets ljudeffektsskapare. Hinojos hade redan innan turnerat med The Mars Volta under 2003 och 2004.
I mitten av 2005 turnerade bandet tillsammans med alternativa metalbandet System of a Down Från den turnén släppte bandet liveskivan Scabdates den 8 november, 2005.

### Amputechture (2006)
Efter Frances the Mute-turnén 2005 åkte Omar Rodríguez-López till Amsterdam och skrev det som senare skulle bli Amputechture, som släpptes 8 september 2006 i Europa, 9 september 2006 i Oceanien och 12 september 2006 i USA. Rodríguez-López tillbringade mycket av sin tid i Amsterdam med att arbeta på soloprojekt som "Omar Rodriguez Quintet". Under den tiden skrev han också musik till filmen El Búfalo de la Noche, skriven och regisserad av Guillermo Arriaga och Jorge Hernandez Aldana.
Amputechture producerades av Rodríguez-Lopez och mixades av Rich Costey. Jeff Jordan debuterade som omslagsdesigner. Det blev deras första album utan ett omslag av Storm Thorgerson. Den här gången var det också ett konceptalbum, men istället för att berätta en rak historia var albumet indelat i vinjetter där varje låt berättade en egen historia. Det blev det sista albumet med trumslagaren Jon Theodore, som Rodríguez-López avskedade innan Amputechture-turnén. Rodríguez-López sade i en intervju med en italiensk fansite att Theodore var den enda medlemmen i bandet som inte gillade att spela live och därför drog ner de andras självförtroende.

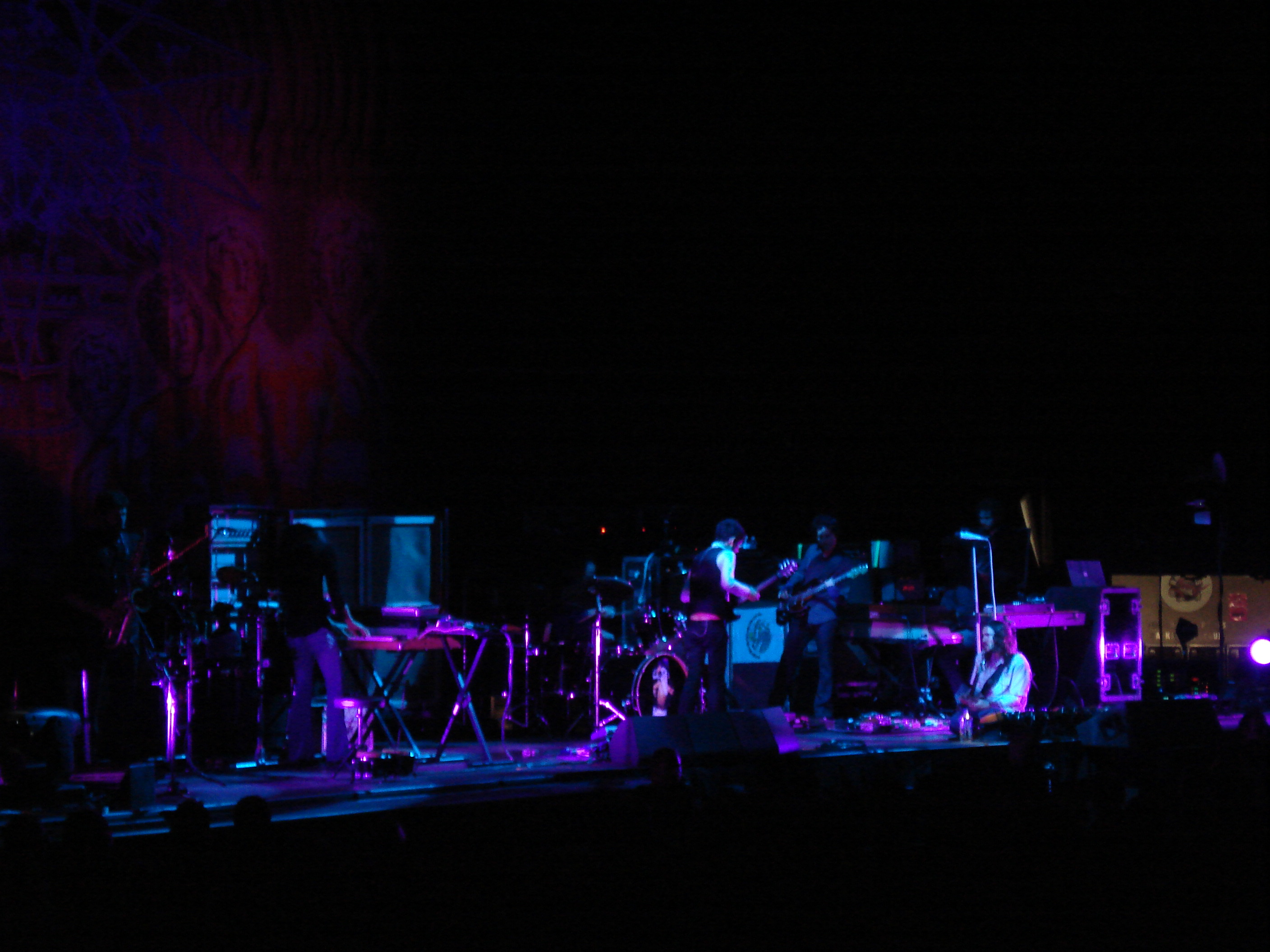
The Mars Volta med John Frusciante i Toronto den 25 september 2006.

John Frusciante spelade på alla låtar på Amputechture, utom "Asilos Magdalena." Rodríguez-Lopez spelade solon och riffs där gitarrarbetet behövde vara dubbelt. Bixler-Zavala sade i en intervju, "...han lärde Frusciante alla nya låtar och Frusciante spelade gitarr så att Omar kunde luta sig bakåt och lyssna på låtarna. Det var bra att han ville hjälpa oss göra det." 
Den 28 juli 2006 spelade Blake Fleming (som hade spelat trummor på bandets första demo) trummor i bandet. En ny låt vid namn "Rapid Fire Tollbooth" debuterade live den 22 september 2006 i Chicago. Låten var från början skriven till Rodríguez-López's soloalbum Se Dice Bisonte, No Bufalo. Låten skrevs och döptes om till "Goliath" och var med på bandets fjärde studioalbum.
25 september 2006 skulle The Mars Volta spela i Toronto, Ontario. Cedric Bixler-Zavala blev dock sjuk och kunde inte vara med. The Mars Volta spelade därför 47 minuter instrumentalt och en cover av Pink Floyd-låten Interstellar Overdrive tillsammans med John Frusciante. 
2007 i en episod av The Henry Rollins Show spelade The Mars Volta upp "Tetragrammaton" and "Day of the Baphomets" TV. Efter det gjorde Rollins en intervju med Rodríguez-López och Bixler-Zavala om skapandet av Amputechture.

### The Bedlam in Goliath (2008)
Under 2007 blev Thomas Pridgen ny trumslagare i The Mars Volta. Pridgens första konsert med bandet var den 12 mars på Nya Zeeland, där bandet också debuterade med låten Idle Tooth som senare döptes om till "Wax Simulacra" för det kommande albumet. Efter konserterna i Nya Zeeland och Australien gjorde The Mars Volta några konserter på den amerikanska västkusten. Efter det började de jobba i studion för att spela in sitt fjärde album, The Bedlam in Goliath. Den 20 november 2007 släpptes albumets första singel "Wax Simulacra". Med på singeln fanns också en cover på "Pulled To Bits" av Siouxsie and the Banshees som b-sida. Singeln fick en Grammy i kategorin "Best Hardrock Performence". 
The Bedlam in Goliath var även det ett konceptalbum och byggde på bandets upplevelser med en Ouija-bräda som Rodríguez-López köpt i en kuriositetsaffär i Jerusalem. Enligt bandet berättade brädan historier som relaterade till hederskultur och kvinnoförtryck i Mellanöstern, och började efter ett tag ställa krav på och hota bandmedlemmarna. Bandet valde då att sluta använda brädan och Rodríguez-López krossade och begravde den. Men bandet började då enligt egen utsago drabbas av olyckor och otur; deras studio översvämmades vid två tillfällen, Bixler-Zavala råkade ut för en fotskada som krävde kirurgi, inspelningar försvann från hårddiskar och en ljudtekniker fick ett nervöst sammanbrott.

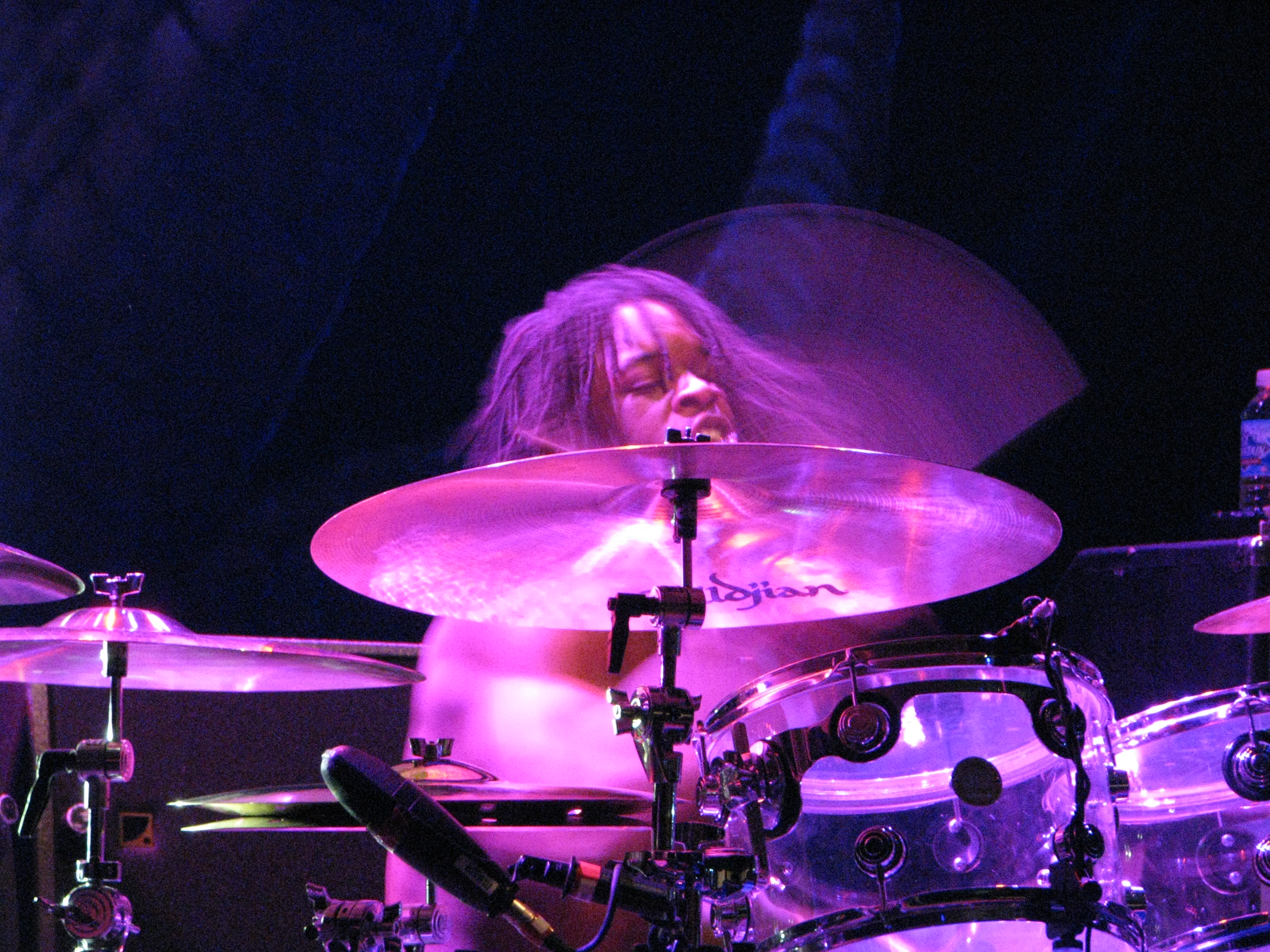
Thomas Pridgen live på Roy Wilkins Auditorium i Saint Paul, Minnesota den 21 april 2008.

Bandet startade sin nya turné den 29 december 2007 på Echoplex i Los Angeles, Kalifornien..
Den 2 januari 2008 släppte The Mars Volta ett online-spel vid namn "Goliath: The Soothsayer," baserat på en sann historia och inspirerat av det kommande albumet The Bedlam In Goliath. Spelet skapades av Ben Leffler, mest känd för Exmortis-spelserien.
Den 17 januari gjorde de sin amerikanska TV-debut när de uppträdde hos David Letterman. Rodríguez-López, Bixler-Zavala och Hinojos hade dock tidigare varit med i samma show med At the Drive-In år 2000.
The Bedlam In Goliath släpptes 29 januari 2008 på Universal records och Rodriguez-Lopez Productions. Albumet var som bäst #3 på Billboard 200 och sålde 54 000 ex under första veckan.

### Octahedron (2009)
Rodríguez-López hade redan diskuterat det femte studioalbumet i januari 2008, samma månad som The Bedlam in Goliath släpptes,, "både Bixler-Zavala och Rodríguez-López var överens om att albumet skulle vara till stor del akustiskt." Cedric Bixler-Zavala hade uttryckt tidigare att han inte ville släppa albumet på ett stort skivbolag. I februari 2009 gick Rodríguez-López ut med att "de två kommande "Mars Volta"-skivorna är redan inspelade och väntar på ett releasedatum."
Den 14 april 2009 annonserade The Mars Volta om sitt femte studioalbum, vid namn Octahedron. Den släpptes senare den 23 juni i USA och den 22 juni i resten av världen. 
Rodríguez-López avskedade saxofonisten Adrián Terrazas-González och gitarristen Paul Hinojos för att få ett nytt akustiskt sound.

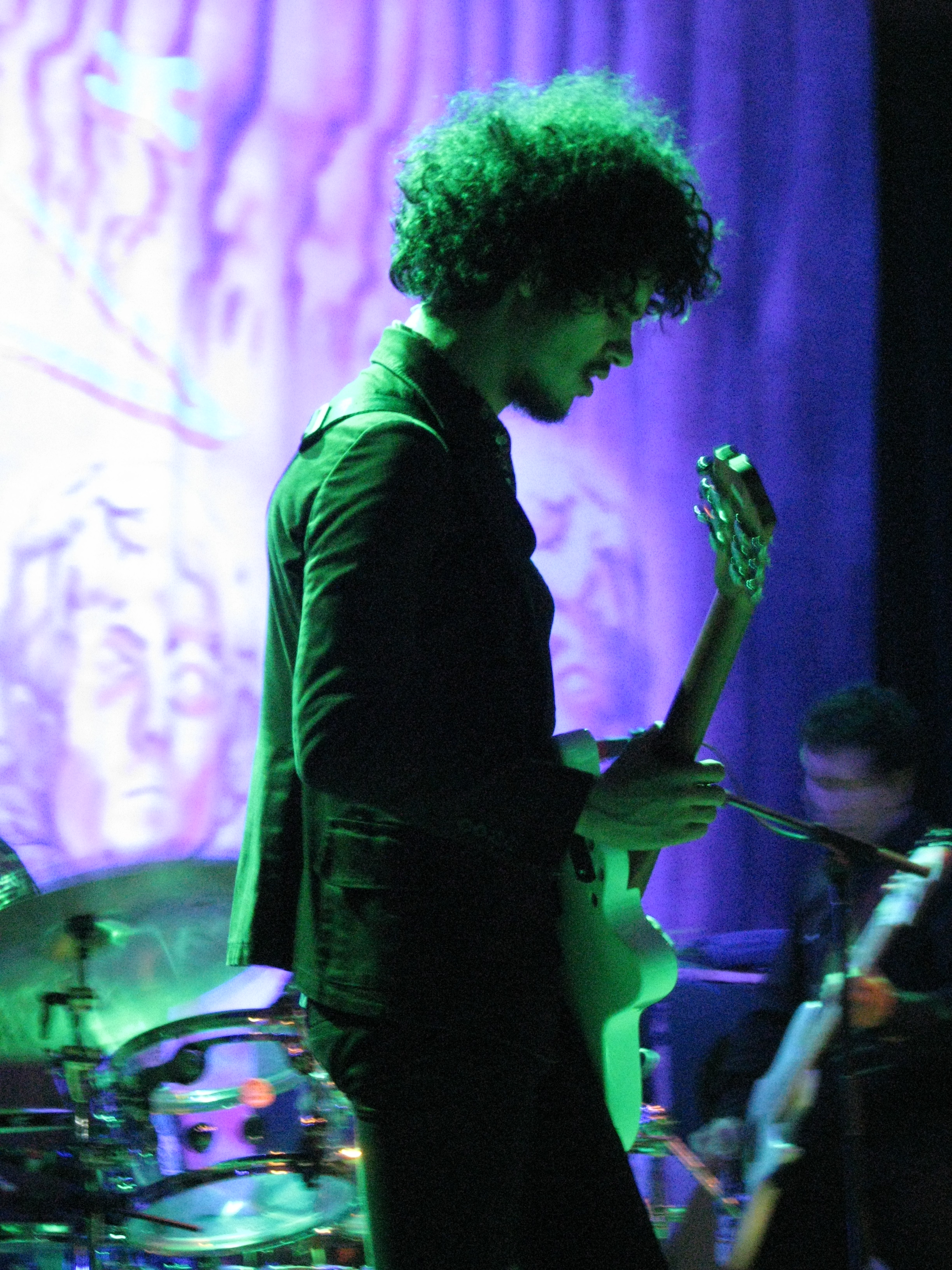
Omar Rodríguez-López live på Roy Wilkins Auditorium i Saint Paul, Minnesota den 21 april 2008.

Den första singeln i Nordamerika blev “Since We've Been Wrong” medan den första i Europa blev "Cotopaxi".

### Noctourniquet (2012)
Noctourniquet är bandets sjätte studioalbum och släpptes den 26 mars 2012. Det blev också gruppens sista innan de splittrades.

### Uppehåll och splittring (2013—2022)
Efter turnén som följde Noctourniquet meddelade bandet att de planerade ett uppehåll för kunna fokusera på andra musikaliska projekt. Främst Bosnian Rainbows och återförening av At the Drive-In.
I januari 2013 meddelade dock Cedric Bixler-Zavala att bandet splittrats helt. Senare framkom det även att Bixler-Zavala och Rodríguez-López hade haft en personlig dispyt och inte längre talade med varandra. Men under 2014 återförsonades de och bilade en ny grupp vid namn Antemasque tillsammans med David Elitch och Flea, som båda tidigare spelat med The Mars Volta. Antemasque skiljer sig musikaliskt från The Mars Volta och är mer inriktat mot alternativ rock och punk snarare än progressiv och experimentell rock.
Den 14 oktober 2014 dog bandets tidigare klaviaturist Isaiah "Ikey" Owens av en hjärtinfarkt under en turné med Jack White.
Både Rodríguez-López och Bixler-Zavala uttryckte intresse för att återförena The Mars Volta någon gång i framtiden.

### Återförening och ny musik (2002—)
I juni 2022 meddelade bandet att de återförenats via en konstinstallation kallad "L’ytome Hodorxí Telesterion" i Los Angeles, där besökare kunde lyssna på ny musik från bandet. Det följdes av en ny singel kallad "Blacklight Shine" och tillkännagivande av en turné i Nordamerika under hösten 2022.

## Andra projekt
Bandet har arbetat på ett flertal andra projekt.[när?] Ett av projekten är Rodríguez-López dokumentär om bandet från början till slut.

## Bandmedlemmar
Enligt omslagen på skivorna Amputechture, The Bedlam in Goliath och Octahedron är det vänskapen mellan låtskrivarna i bandet Omar Rodríguez-López & Cedric Bixler-Zavala som utgör The Mars Volta. Deras kompositioner framförs av The Mars Volta Group.
Den nuvarande uppsättningen av gruppen består av:
- Omar Rodríguez-López – gitarr (2001–2013, 2022-)
- Cedric Bixler-Zavala – sång (2001-2013, 2022-)
- Eva Gardner – basgitarr (2001–2002, 2022-)
- Marcel Rodriguez-Lopez – klaviatur, slagverk (2003–2013, 2022-)
- Willy Rodriguez Quiñones– trummor (2022-)

### Tidslinje över studioalbum
| Gitarr/arrangemang | Omar Rodríguez-López | Omar Rodríguez-López                  | Omar Rodríguez-López     | Omar Rodríguez-López     | Omar Rodríguez-López   | Omar Rodríguez-López |                |                |                |                |                |
| Sång               | Cedric Bixler-Zavala | Cedric Bixler-Zavala                  | Cedric Bixler-Zavala     | Cedric Bixler-Zavala     | Cedric Bixler-Zavala   | Cedric Bixler-Zavala |                |                |                |                |                |
| Klaviatur          | Isaiah Ikey Owens    | Isaiah Ikey Owens                     | Isaiah Ikey Owens        | Isaiah Ikey Owens        | Marcel Rodriguez-Lopez | Omar Rodríguez-López |                |                |                |                |                |
| Trummor            | Jon Theodore         | Jon Theodore                          | Jon Theodore             | Thomas Pridgen           | Thomas Pridgen         | Deantoni Parks       | Deantoni Parks | Deantoni Parks | Deantoni Parks | Deantoni Parks | Deantoni Parks |
| Basgitarr          | Flea                 | Juan Alderete                         | Juan Alderete            | Juan Alderete            | Juan Alderete          | Juan Alderete        | Juan Alderete  |                |                |                |                |
| Slagverk           | Lenny Castro         | Lenny Castro & Marcel Rodriguez-Lopez | Marcel Rodriguez-Lopez   | Marcel Rodriguez-Lopez   | Marcel Rodriguez-Lopez | ---                  |                |                |                |                |                |
| Ljudeffekter       | Jeremy Michael Ward  | ---                                   | Paul Hinojos             | Paul Hinojos             | ---                    | ---                  | ---            | ---            | ---            | ---            |                |
| Blåsinstrument     | ---                  | Adrián Terrazas-González              | Adrián Terrazas-González | Adrián Terrazas-González | ---                    | ---                  | ---            | ---            | ---            | ---            |                |

### Samtliga bandmedlemmar och medverkande
Sång
- Cedric Bixler-Zavala – (2001–2013, 2022-)

Gitarr
- Omar Rodríguez-López – (2001–2013, 2022-)
- John Frusciante – (2003–2009, gästmusiker på samtliga album utom Noctourniquet, samt vid vissa konserter)

Ljudeffekter
- Jeremy Michael Ward – (2001–2003)
- Paul Hinojos (spelade också gitarr) – (2003–2004 live, officiellt 2005–2008)

Trummor
- Jon Theodore – (2001–juli 2006)
- Blake Fleming – (augusti 2001, juli–augusti 2006)
- Thomas Pridgen - (oktober 2006 - oktober 2009)
- Dave Elitch - (november 2009 - oktober 2010)
- Deantoni Parks – (augusti–november 2006, november 2010–2013)
- Willy Rodriguez Quiñones - (2022-)

Basgitarr
- Eva Gardner – (2001–2002, 2022-)
- Ralph Jasso – (2002)
- Jason Lader – (2003)
- Juan Alderete – (2003–2013)
- Flea – (2003, basgitarr på De-Loused in the Comatorium, trumpet på Frances the Mute)

Klaviatur
- Isaiah Ikey Owens – (2001–2002, 2002–2010)
- Linda Good – (2002)
- Marcel Rodriguez-Lopez – (2005–2013, 2022-)

Blåsinstrument
- Adrián Terrazas-González – (2004–2008)

Slagverk
- Marcel Rodriguez-Lopez – (2003–2013, 2022-)
- Lenny Castro – (2003–2005, enbart studiomedverkan)

## Diskografi

### Studioalbum
- 2003 – De-Loused in the Comatorium
- 2005 – Frances the Mute
- 2006 – Amputechture
- 2008 – The Bedlam in Goliath
- 2009 – Octahedron
- 2012 – Noctourniquet
- 2022 – The Mars Volta
- 2023 – Que Dios Te Maldiga Mi Corazón
- 2025 – Lucro Sucio; Los Ojos del Vacío

### Livealbum
- 2005 – Scabdates

### EP
- 2002 – Tremulant EP
- 2003 – Live EP